# McKenzie Adams

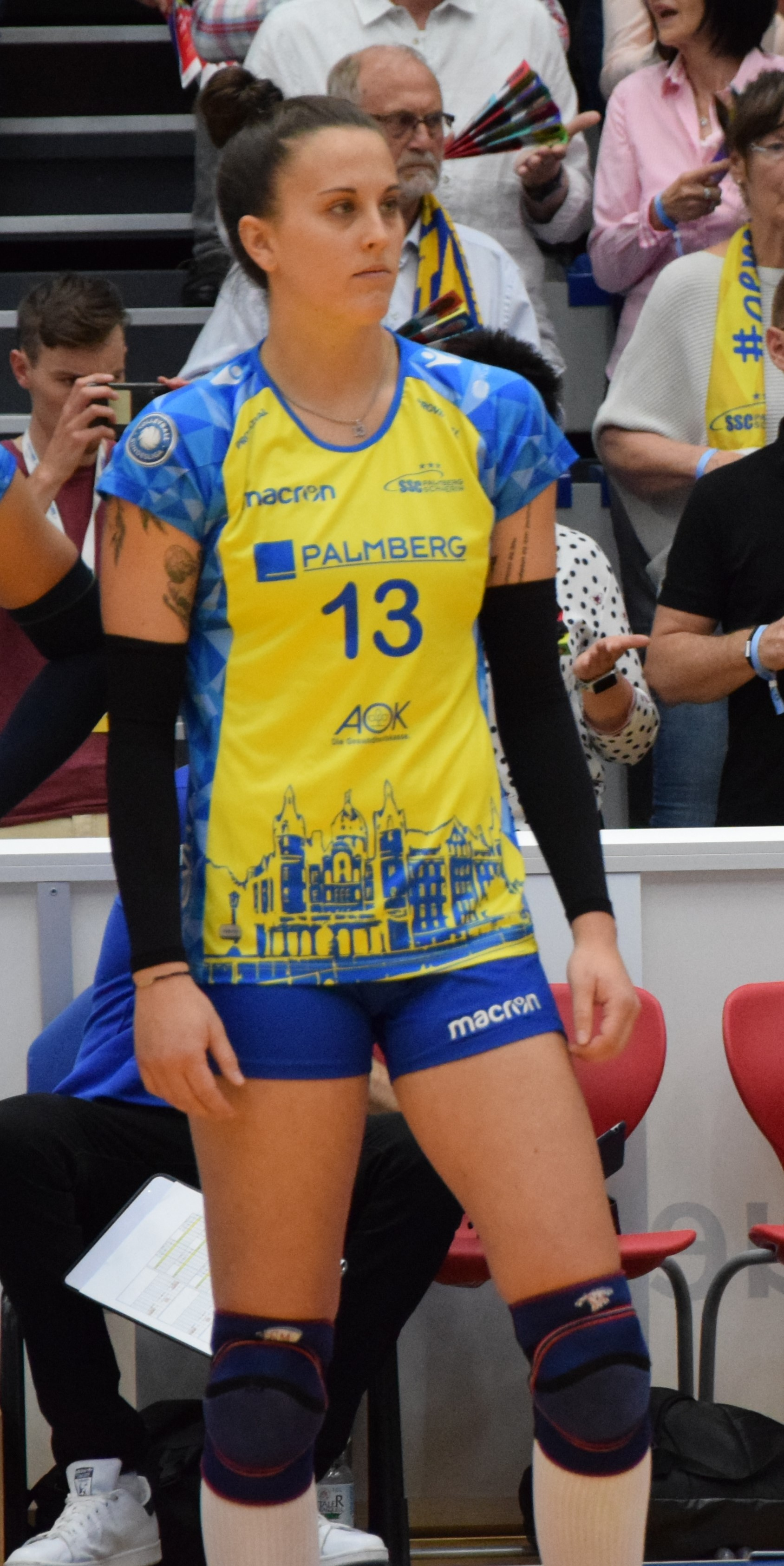
McKenzie Adams zawodniczką SSC Palmbergu Schwerin w sezonie 2018/2019

McKenzie Adams (ur. 13 lutego 1992 w Schertz) – amerykańska siatkarka, grająca na pozycji przyjmującej. 

## Sukcesy klubowe
Superpuchar Niemiec:
- 2018, 2019

Puchar Niemiec:
- 2019

Liga niemiecka:
- 2019

Superpuchar Włoch:
- 2020

Puchar Włoch:
- 2021

Liga włoska:
- 2021

Liga Mistrzyń:
- 2021

Puchar CEV:
- 2022[6]

Liga turecka:
- 2022[7]

## Nagrody indywidualne
- 2019: MVP Superpucharu Niemiec